# Sonnenberg, Brandenburg
Sonnenberg är en kommun och ort i Landkreis Oberhavel i förbundslandet Brandenburg i Tyskland. 
Kommunen ombildades den 27 september 1998 genom en sammanslagning av de tidigare kommunerna Sonnenberg och Baumgarten i den nya kommunen Sonnenberg. De tidigare kommunerna Rönnebeck och Schulzendorf uppgick i Sonnenberg den 26 oktober 2003. 
Kommunen ingår i kommunalförbundet Amt Gransee und Gemeinden.